# Vertrag von Verdun

Vertrag von Verdun:

Im Vertrag von Verdun teilten am 10. August 843 die überlebenden Söhne Kaiser Ludwigs des Frommen das Fränkische Reich der Karolinger in drei Herrschaftsgebiete auf:
- Lothar als ältester erhielt die Kaiserwürde sowie das später als Mittelreich bezeichnete Lotharii Regnum, das sich von der Nordsee bis nach Italien erstreckte;
- Karl der Kahle bekam das Westfrankenreich, aus dem später Frankreich hervorgehen sollte;
- Ludwig der Deutsche erhielt das Ostfrankenreich, aus dem später das Heilige Römische Reich hervorging.

## Verhandlungen und Vertragsabschluss
Dem Vertrag ging ein Streit Lothars, Karls und Ludwigs voraus, die sich nicht über ihre jeweiligen Ansprüche auf das Erbe ihres 840 verstorbenen Vaters einigen konnten. Es kam zu lang andauernden, von gegenseitigem Misstrauen begleiteten Verhandlungen, in deren Verlauf das Reich inventarisiert wurde. Die Descriptio regni wurde schließlich zur Grundlage der Teilung, die unter den Aspekten der Gleichwertigkeit der geographisch-politischen Lage und des wirtschaftlichen Ertrages erfolgte.
Die Vorverhandlungen kamen vom 19. bis 24. Oktober 842 zum Abschluss, als in der Basilika St. Kastor in Koblenz 110 Gesandte der drei Kaisersöhne zusammenkamen. Das Ergebnis dieser Vorverhandlungen beschworen die drei Brüder im Jahr darauf bei einem Treffen in Verdun. Der genaue Wortlaut des Vertrags ist nicht überliefert. Entweder wurde er nie schriftlich fixiert, oder die Urkunde ist im Laufe der Zeit verloren gegangen. Die wesentlichen Inhalte lassen sich jedoch aus zeitgenössischen Quellen rekonstruieren.
In den westfränkischen Reichsannalen, den Annales Bertiniani, heißt es:

„Karl begab sich zur Zusammenkunft mit den Brüdern und traf sie in Verdun. Hier erhielt Ludwig, nachdem die Teilung ausgeführt war, alles jenseits des Rheins, dazu diesseits die Städte und Gaue von Speyer, Worms und Mainz; Lothar das Land zwischen Rhein und Schelde bis zu ihrer Mündung und dann das Land um Cambrai, den Hennegau, das Lomensische (zwischen Maas und Sambre) und Castricische Gebiet (südlich davon) und die Grafschaften links der Maas und weiter bis zum Einfluss der Saône in die Rhone, und der Rhone entlang bis zum Meer mit den Grafschaften auf beiden Seiten. Außerhalb dieser Grenzen erhielt er bloß Arras durch die Güte seines Bruders Karl. Der Rest bis Spanien fiel Karl zu. Und nachdem sie gegenseitige Eide geschworen schied man zuletzt voneinander.“

In den ostfränkischen offiziösen Annales Fuldenses heißt es:

„Als von den Edlen das Reich aufgenommen und in drei Teile geteilt war, kamen in Verdun in Gallien die drei Könige im August zusammen und teilten das Reich: Ludwig erhielt den östlichen Teil, Karl den westlichen, Lothar als der älteste den dazwischen gelegenen Anteil. Als sie so Frieden gemacht und durch Eidschwur bekräftigt hatten, zogen sie heim, um jeder seinen Teil zu sichern und zu ordnen. Karl, der Anspruch auf Aquitanien erhob, da es von Rechts wegen zu seinem Reiche gehöre, wurde seinem Neffen Pippin lästig, indem er ihn durch zahlreiche Einfälle heimsuchte, öfters aber große Verluste im eigenen Heere erlitt.“

## Kurzer Bestand, anhaltende Wirkung
Die Dreiteilung des Reiches hatte nur kurzen Bestand. Bereits 855, nach dem Tod Lothars, wurde das Mittelreich in der Teilung von Prüm unter seinen Söhnen weiter aufgeteilt. Den nördlichen Teil wiederum, Lotharingien, Ursprung des späteren Lothringen, teilten das Ost- und Westfrankenreich 870 im Vertrag von Meerssen unter sich auf, bevor er 880 im Vertrag von Ribemont vollständig an das Ostfrankenreich fiel.
Nominell und ideell wahrten die Brüder trotz der Teilung die Reichseinheit, indem sie sich um eine gemeinsame Politik bemühten und den dynastischen Zusammenhalt betonten. Das Reich wurde immer noch als ein Ganzes, als gemeinsames karolingisches Herrschaftsgebiet betrachtet. Daher ist der Vertrag von Verdun nicht als Reichs-, sondern als Herrschaftsteilung innerhalb der Königsfamilie zu sehen. Gleichwohl kam es nicht mehr zu einer dauerhaften Wiedervereinigung der Reichsteile.

## Bedeutung
Der Vertrag von Verdun besiegelte das endgültige Scheitern der Staatsidee der in Person und Amt des Kaisers repräsentierten Reichseinheit, auch wenn unter Karl III. das Frankenreich für wenige Jahre seine äußere Einheit wiedererlangte.
Der Vertragsschluss von Verdun gilt als Anfangspunkt einer Entwicklung, die schließlich im Hochmittelalter zur Entstehung Deutschlands und Frankreichs führte. Die unter Historikern des 19. Jahrhunderts verbreitete Vorstellung, der Vertrag stelle den Anfangspunkt der deutschen Geschichte dar, gilt als überholt (siehe die Forschungsgeschichte zu Ludwig dem Deutschen).

## Abschätzung des genauen Datums
Der genaue Tag des Vertrags von Verdun ist nicht bekannt. Dies liegt darin begründet, dass das Original des Vertrags von Verdun, eines der wichtigsten in der europäischen Geschichte, verloren gegangen ist und es keine bekannte Kopie gibt. Der Text seiner wesentlichen Bestimmungen konnte nur durch Gegenprüfung von Informationen aus nachfolgenden Verträgen, Chroniken und verschiedenen Urkunden rekonstruiert werden, die sich darauf bezogen.
Die Annales Fuldenses erwähnen, dass die Versammlung, während der der Vertragstext verfasst wurde, im „mense augusto“ stattfand, ohne weitere Klarstellung. Dies ist auch die häufigste Erwähnung des Datums in den Urkunden.
Aus dem Erzbistum Freising ist eine Urkunde vom 10. August 843 zwischen Erchambert, 7. Bischof von Freising und einem gewissen Palderich (Balderich, Baudri) über den Verkauf von Ländereien an das Erzbistum erhalten. Sie wurde beschlossen „an einem Ort mit dem Namen Dugny in der Nähe der Stadt Verdun, wo die Vereinbarung der drei Brüder Lothaire, Louis und Charles getroffen wurde und wo die Teilung ihres Königreichs stattfand.“ (lateinisch „in loco nuncupante Dungeih, quod est juxta civitate Viriduna, ubi triam fratrum Hludharii, Hludowici et Karoli facta est concordia et divisio regni ipsorum.“) Daraus ziehen die meisten Historiker den Schluss, dass der Vertrag zwischen dem 8. August und 10. August abgeschlossen wurde, oder genau an letzterem. Auch der 11. August wird noch für möglich gehalten, denn wenn der Vertrag bis zum 10. August in groben Zügen beschlossen war, konnte er möglicherweise nicht mehr mit den üblichen Zeremonien auch an diesem Tag abgeschlossen werden. Es kann dabei nicht ausgeschlossen werden, dass auch die Urkunde des Bistums Freising nachträglich verfasst wurde.
Auf jeden Fall mussten sich die drei Brüder vor dem 22. August trennen, dem Tag, an dem Lothar bereits Gondreville bei Toul erreicht hatte.